# 苏联驻迪化总领事馆办公楼
苏联驻迪化总领事馆办公楼，俗称黄房子，即苏联驻迪化总领事馆的办公场所，现已拆除，原位于中国新疆维吾尔自治区乌鲁木齐市天山区胜利路。苏联驻迪化总领事馆办公楼是1851年至1962年间，俄罗斯帝国、蘇維埃俄國、苏联与清政府、中华民国、中华人民共和国交往、交流的见证，也是新疆多个历史事件发生的场所。
苏联驻迪化总领事馆办公楼是乌鲁木齐市最早的苏式建筑，新疆建筑史的重要实物。拆除以前为新疆维吾尔自治区文物保护单位。

## 历史

### 总领事馆的设撤
19世纪下半叶开始，俄罗斯帝国在新疆伊犁、塔城、吐鲁番等地先后设立领事馆。光绪二十一年（1895年），俄罗斯帝国提出将《伊犁条约》规定设立的吐鲁番领事馆移驻至迪化城（时为新疆省省城，在今乌鲁木齐市天山区），清庭总理各国事务衙门允准此请求。于是在光绪二十二年（1896年），俄罗斯帝国将驻吐鲁番领事馆移驻至迪化南关大路西侧（即现在的天山区胜利路），并将其升格为总领事馆。原俄罗斯帝国驻吐鲁番领事裴德罗福任俄罗斯帝国驻迪化总领事。俄罗斯帝国时期，总领事馆设总领事、帮办领事（副领事）、医官、护卫马队武官等职位，共30余人。
辛亥革命后，俄罗斯帝国驻迪化总领事馆继续行使其职权。1917年十月革命后，包括驻迪化总领事在内的俄罗斯帝国驻新疆的领事多支持俄国白军，不过时日并不长。1920年，苏维埃俄国与新疆当局签订《伊宁会议定案》（又称《伊犁临时通商协定》），宣布废除俄罗斯帝国在新疆的领事裁判权。同年，驻迪化总领事馆停止行使其职权。民国十三年（1924年），苏联与新疆当局签订通商和互设领事馆的协议。次年，贝斯特洛夫任苏联驻迪化总领事。苏联时期，总领事馆设总领事、副领事、秘书、翻译等职，最多时超过40人。20世纪30年代到40年代，苏联驻迪化总领事馆在盛世才上台、盛世才亲苏等六大政策的推行、中华民国政府与三区革命政府和谈、新疆和平解放等事件中扮演重要角色。
新疆和平解放后，苏联驻迪化（乌鲁木齐）总领事馆继续开展工作。1950年代，总领事馆的工作包括中苏交流、合作；领区苏联侨民遣返；苏联侨民国籍的恢复、双重国籍干部国籍问题的解决等方面。苏联驻迪化总领事馆领区包括乌鲁木齐市、克拉玛依独山子矿区、昌吉专区、哈密专区；苏联驻喀什噶尔领事馆关闭后，原苏联驻喀什噶尔领事馆领区划入苏联驻迪化总领事馆领区。伊塔事件后，苏联政府于1962年6月通知新疆方面决定关闭苏联驻乌鲁木齐总领事馆。7月，总领事馆人员离开乌鲁木齐市。苏联驻乌鲁木齐总领事馆正式关闭。

### 办公楼建筑的建拆
苏联驻迪化总领事馆办公楼具体建设时间记载不一，《乌鲁木齐市志》载其建于民国21年（1932年），《乌鲁木齐年鉴1997》则为1917年，另也有1895年之说。领事馆撤销后，苏联驻华商务代表处乌鲁木齐分处处长马尔果林代表苏联将包括领事馆办公楼在内的房屋财产移交给中方无偿代管、使用。
1963年，新疆维吾尔自治区卫生厅入驻苏联驻迪化总领事馆办公楼。1964年开始，苏联驻迪化总领事馆办公楼长期作为新疆歌舞团的办公场所和库房。1994年，苏联驻迪化总领事馆办公楼被列为第二批乌鲁木齐市文物保护单位。2003年，新疆维吾尔自治区人民政府发布《关于第五批自治区级文物保护单位的通知》，将苏联驻迪化总领事馆办公楼以“原苏联总领事馆办公楼”之名列入新疆维吾尔自治区文物保护单位。然而不过数年，在2009年夏秋之时，苏联驻迪化总领事馆办公楼建筑遭拆除。现在的乌鲁木齐市旅游“新地标”领馆巷得名于苏联驻迪化总领事馆。

## 建筑
苏联驻迪化总领事馆办公楼最初位于苏联驻迪化总领事馆院子的北侧，院内曾有游泳池、列宁雕像、剧场、银行、俱乐部等建筑设施。后苏联驻迪化总领事馆大院改为新疆维吾尔自治区文化厅使用，改动较大，原有建筑设施基本不存。新疆歌舞团使用后，对房屋略作改动。
苏联驻迪化总领事馆办公楼坐北朝南，是一栋二层砖木结构苏式建筑，建筑面积1800平方米。平面呈“凹”字形，正立面呈“凸”字形。顶为坡顶，铁皮制，开有老虎窗。大门顶部为树立旗杆的阁楼，阁楼前有四个绿色葫芦装饰。大门有半圆形踏步，上立六根愛奧尼柱形成柱廊，柱身自下而上略有收分，柱头四涡卷。二层楼西侧也有六根爱奥尼柱。直齿形砖檐，墙面为青砖砌筑。窗户为圆拱形。外墙外涂黄色涂料，屋檐、窗有灰色点缀。建筑基础为毛石砌筑。室内柱多为方形柱，由青砖砌成。室内地面以木地板为主。室内共设三处楼梯，大厅处为钢筋混凝土制主楼梯，东西侧楼梯分别为钢筋混泥土质和木质。办公楼建筑内各房间有石膏吊顶。建筑内原存壁炉和烟道，后壁炉不存。